# Polythore manua
Polythore manua är en trollsländeart som beskrevs av Bick 1990. Polythore manua ingår i släktet Polythore och familjen Polythoridae. Inga underarter finns listade i Catalogue of Life.